# Lebenslage
Lebenslage bezeichnet einen Zustand in der Lebenswelt mit den allgemeinen Umständen und dem Rahmen der Möglichkeiten, unter dem einzelne Personen oder Gruppen in der Gesellschaft leben, einschließlich der dabei eingenommenen sozialen Position.
Lebenslagen umfassen unterschiedliche Aspekte und Dimensionen, beispielsweise die Familiensituation, die Arbeitssituation, die Einkommens- und Vermögenssituation, den Gesundheitszustand, die Wohnverhältnisse oder die Bildung.
Das soziologische Verständnis von Lebenslage unterscheidet sich von dem umgangssprachlichen Gehalt der Bezeichnung und ihrer Verwendung im Rahmen der Organisation kommunaler Aufgabenstrukturen (siehe Lebenslagenprinzip). Verwendung findet er vorrangig in der soziologischen Armutsforschung und als „soziale Lage“ in der Sozialstrukturanalyse.
Davon ausgehend wurde der Begriff im Rahmen des Relationalen Konstruktivismus nicht mehr als Teil, sondern als Gegenüber zum Begriff der Lebenswelt bestimmt. Verwendung findet dieses Begriffsverständnis grundlegend in dem Entwurf einer Systemisch-konstruktivistischen Lebensweltorientierung sowie dem Entwurf einer Relationalen Sozialen Arbeit.

## Begriffsgeschichte
Eine frühe Verwendung fand die Bezeichnung Lebenslage bei Karl Marx und Friedrich Engels in ihrer Beschreibung der Situation des Proletariats. Seine erste theoretische Ausformulierung in den Sozialwissenschaften erhielt der Begriff durch den Philosophen und Nationalökonomen Otto Neurath. Dieser äußerte 1909 seine Kritik an den Arbeiten des Vereins für Sozialpolitik, da diese zu einseitig an den „Zahlen der Geldrechnung“ ausgerichtet seien. Vielmehr solle jedoch für sozialpolitische Erwägungen die „Gesamtlage einer Menschengruppe“ berücksichtigt werden, also lebenswichtige Teilaspekte, deren Zusammenschau Neurath Lebenslage nannte:

„Die Lebenslage ist der Inbegriff aller Umstände, die verhältnismäßig unmittelbar die Verhaltensweisen eines Menschen, seinen Schmerz, seine Freude bedingen. Wohnung, Nahrung, Kleidung, Gesundheitspflege, Bücher, Theater, freundliche menschliche Umgebung, all das gehört zur Lebenslage.“

Dieser Gedankengang wurde in der Nachkriegszeit von Gerhard Weisser übernommen, der davon ausging, dass über das Wirtschaftssystem nicht lediglich Einkommen, sondern Lebenslagen verteilt werden. Wie Neurath war er daran interessiert, aufgrund gleicher objektiver Konstellationen von lebenslagenspezifischen Merkmalen Lebenslagentypen zu bilden, deren Verteilung in der Gesellschaft zu betrachten und somit Erkenntnisgewinn über die bestehende Sozialstruktur zu erhalten:

„Als Lebenslage gilt der Spielraum, den die äußeren Umstände dem Menschen für die Erfüllung der Grundanliegen bieten, die ihn bei der Gestaltung seines Lebens leiten oder bei möglichst freier und tiefer Selbstbesinnung zu konsequentem Handeln hinreichender Willensstärke leiten würden.“

Aus der Verwendung der Spielraummetapher wird ersichtlich, dass Weisser in der Lebenslage eher eine potentielle als eine realisierte Größe sah. Gemäß seinem Bekenntnis zu „freiheitlichem Sozialismus“ und somit einer vielgestaltigen Gesellschaft betrachtete er Lebenslagen als Lebensgesamtchancen, deren Wert umso höher sei, je mehr Erfüllungsmöglichkeiten für sinnstiftende Grundanliegen in der individuellen Lebenssituation vorhanden sind. Mit der Fokussierung auf die Verteilung von Chancen und Realisierungsmöglichkeiten für Bedürfnisse und Interessen zur Analyse sozialer Ungleichheit nahm er somit einen Großteil des populären Befähigungsansatzes des Ökonomen und Nobelpreisträgers Amartya Sen vorweg.

## Soziologische Armutsforschung
Bei der operationalen Umsetzung des Lebenslagenbegriffes im Rahmen der soziologischen Armutsforschung wird in der Regel auf eine Weiterentwicklung des Begriffes von Ingeborg Nahnsen Bezug genommen, die zwecks einer vereinfachten praktischen Verwertbarkeit den Weisser'schen Gesamtspielraum in fiktive Einzelspielräume unterteilt, die mittels Indikatoren gemessen werden können. Armut wird dann als Unterschreiten von Mindeststandards bzw. Unterversorgung in zentralen Lebenslagendimensionen verstanden. Als zentrale Lebenslagendimensionen gelten z. B. Einkommen, Erwerbslage, Bildung, Wohnsituation, Gesundheit und soziale Einbindung und Partizipation.
Häufig wird der Lebenslagenansatz konträr zum gängigen Ressourcenkonzept betrachtet, wonach Armut in der Regel bei einem verfügbaren Einkommen unterhalb der Armutsgrenze angenommen wird und weniger messbare Faktoren wie z. B. Arbeitszufriedenheit oder Einbindung in soziale Netzwerke vernachlässigt werden. Bei dem Konzept der Lebenslage werden neben ökonomischen auch weitere Ressourcen, insbesondere infrastrukturelle und soziale Ressourcen, berücksichtigt.
In der Praxis lassen sich Ressourcen- und Lebenslagenansatz jedoch nicht immer trennscharf voneinander abgrenzen, da bis dato verwendete Lebenslagenmodelle in der Regel erweiterte Ressourcenansätze sind, die neben der zentralen Ressource Einkommen die tatsächliche Versorgungslage anderer wichtiger materieller sowie immaterieller Ressourcen erheben. Gemäß dem ideellen Gehalt des Lebenslagenansatzes nach Weisser und Nahnsen ist jedoch nicht die tatsächliche Versorgungslage eines Individuums oder Haushalts für den Wert der Lebenslage relevant, sondern vielmehr dessen Chancen und Möglichkeiten zwischen verschiedenen Versorgungslagen gemäß seinen Interessen zu wählen. Empirisch ist es jedoch problematisch, Spielräume und Chancen über geeignete Messinstrumente zu erfassen, da diese potentielle und keine realisierten Größen sind, so dass allein schon aus praktischen Gründen Handlungschancen und Spielräume über die tatsächliche Versorgungslage abgeschätzt werden müssen.
Schwerpunkte der empirischen Lebenslageforschung sind zum einen die Erforschung der sozialen Ungleichheit sowie die Armutsforschung. Der Lebenslagenansatz bildet die Grundlage für die periodisch erscheinende Armuts- und Reichtumsberichterstattung der Bundesrepublik Deutschland mit dem Titel „Lebenslagen in Deutschland“ (siehe unten: Weblinks).
Eine methodische Alternative bietet hier der Ansatz der Verwirklichungschancen von Amartya Sen, der zwischen realisierten Verwirklichungschancen und potentiellen Verwirklichungschancen unterscheidet und nicht wie Weisser lediglich äußere (sozialstrukturelle) Umstände, sondern auch individuelle Dispositionen in die Analyse des individuellen Entfaltungsspielraums miteinbezieht. Sowohl der Lebenslagenansatz nach Weisser als auch der Capability-Ansatz nach Sen haben gemeinsam, dass Armut bzw. extreme soziale Ungleichheit als ein Mangel an Verwirklichungschancen zu verstehen ist.
Der Lebenslagenansatz wurde 1999 durch Uta Enders-Dragässer und Brigitte Sellach im Hinblick auf die Perspektive der Geschlechter erweitert. Sie führten in die Fachdiskussion neben den fünf „klassischen“ Lebenslagenspielräumen (Versorgungs- und Einkommensspielraum, Lern- und Erfahrungsspielraum, Dispositions- und Partizipationsspielraum, Kontakt- und Kooperationsspielraum, Regenerations- und Mußespielraum) drei weitere Spielräume ein (Sozialbindungsspielraum, Geschlechtsrollenspielraum, Schutz- und Selbstbestimmungsspielraum). Veronika Hammer und Ronald Lutz bestätigten im Jahr 2002 mit ihrem Sammelband „Weibliche Lebenslagen und soziale Benachteiligung“ diese geschlechterspezifische Differenzierung auf der Basis theoretischer und empirischer Beiträge. Die komplexe Lebensrealität von Frauen wurde damit generell sichtbarer sowie der Blick für frauenspezifische Lebenslagen geschärft – dies gilt speziell auch für die Familien- und Lebensformen von allein erziehenden Frauen.

## Lebenslage als relationale Bedingungen der Lebenswelt
Innerhalb des sozial- und erkenntnistheoretischen Entwurfs des Relationalen Konstruktivismus ist der Begriff Lebenslage als relationales Gegenüber zu dem Begriff der Lebenswelt von fundamentaler Bedeutung. Mit diesem Begriffspaar wird eine Trennung von individueller Wahrnehmung und den sozialen und materiellen Rahmenbedingungen des Wahrnehmenden vorgenommen. Kraus nutzt dabei den Begriff der Lebenslage zur relational-konstruktivistischen  Bestimmung des Lebensweltbegriffs.:
„Als Lebenslage gelten die materiellen und immateriellen Lebensbedingungen eines Menschen. 
Als Lebenswelt gilt das subjektive Wirklichkeitskonstrukt eines Menschen, welches dieser unter den Bedingungen seiner Lebenslage bildet.“
„Insofern ist (…) die Lebenswelt einerseits eine unhintergehbar subjektive Kategorie, die allerdings andererseits auf Grund der strukturellen Koppelung den Bedingungen der Lebenslage unterliegt. Konkret gehören zur Lebenslage eines Menschen seine materielle und immaterielle Ausstattung. Hierzu gehören nicht nur die Rahmenbedingungen im Sinne von materieller Ausstattung, Wohnraum, Finanzmittel u. Ä., sondern auch die immateriellen Ausstattungen, etwa das zur Verfügung stehende soziale Netzwerk. Darüber hinaus gehört auch die Ausstattung seines Organismus zur Lebenslage; etwa seine körperliche Verfasstheit wäre auch eine Bedingung der Lebenslage. Die Wahrnehmung dieser Bedingungen hingegen, macht die Lebenswelt eines Menschen aus.“
Manfred Ferdinand hat die Lebensweltbegriffe bei Alfred Schütz, Edmund Husserl, Björn Kraus und Ludwig Wittgenstein verglichen und seine Bilanz verdeutlicht den Ertrag der relational-konstruktivstischen Bestimmung des Begriffs der Lebenslage im Bezug zum Begriff der Lebenswelt: Kraus´ „Ausführungen zu einem konstruktivistischen Verständnis von Lebenswelten profiliert nun die von Invernizzi und Butterwege geforderte Integration mikro-, meso- und makroskopischer Ansätze: Diese Integration ist nicht nur notwendig, um die subjektiven Perspektiven und die objektiven Rahmenbedingungen miteinander in Beziehung zu setzen, sondern auch weil die objektiven Rahmenbedingungen erst in ihrer subjektiven Wahrnehmung und Bewertung ihre Relevanz zu den subjektiven Lebenswelten erhalten.“
Die aus dem Relationalen Konstruktivismus stammende Verwendung des Begriffs der Lebenslage als relationale Bedingungen menschlicher Lebenswelten findet in unterschiedlichen Disziplinen Verwendung. In der Sozialen Arbeit ist er sowohl in der Systemisch-konstruktivistischen Lebensweltorientierung, als auch in der Relationalen Sozialen Arbeit grundlegend. Weitere Verwendungen finden sich etwa in der Soziologie, in der Erziehungswissenschaft (Bildungsarbeit, Behindertenpädagogik und Gemeindepädagogik) oder in der praktischen Theologie.